# Procession du Saint-Sang
Pour les articles homonymes, voir Saint Sang.
La procession du Saint-Sang est une grande procession religieuse, datant du Moyen Âge, qui a lieu chaque année le jour de l'Ascension à Bruges, en Belgique.

## Présentation
La pièce maîtresse en est un reliquaire contenant  des gouttes de sang coagulé du Christ imbibant un morceau de terre rapporté de Jérusalem par Thierry d'Alsace et porté par son aumônier Léonius de Furnes. Ces reliques avaient été selon la tradition recueillies par saint Longin. Baudoin en donne une autre partie à sa sœur Judith, duchesse de Bavière, qui se trouve aujourd'hui à Weingarten, où se déroule une autre procession du Saint-Sang, cette fois-ci équestre.

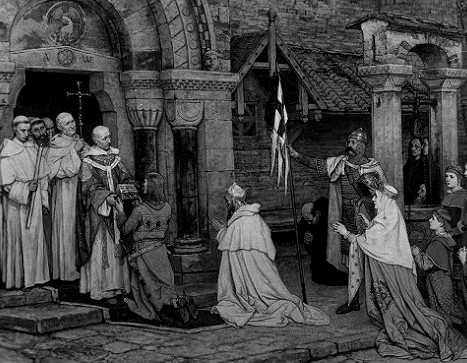
Thierry d'Alsace et Léonius de Furnes remettant les reliques du Saint-Sang à Bruges

La procession fait revivre le retour de Thierry d'Alsace de la deuxième croisade en 1150.
Trente à quarante-cinq mille spectateurs assistent ou participent à la procession, défilé mêlant scènes historiques et récits bibliques.
Des groupes de danse chorales, des animaux (oies et chameaux), et des saynètes avec de nombreux acteurs défilent durant l'espace de quelques heures formant des tableaux vivants parfois portés par des chars tirés par des chevaux.
Plus de 3 000 personnes participent au spectacle, qui est aussi appelé Brugse Schoonste Dag (le plus beau jour de Bruges).
L'événement conserve son aspect spirituel et rituel, et de nombreux évêques, prêtres et religieuses viennent y participer.
Lorsque le Saint Sang passe, la foule devient immobile et silencieuse en signe de respect.
L'événement a été reconnu en 2009 par l'UNESCO comme faisant partie du patrimoine culturel immatériel de l'humanité.
Dans son roman L'Œuvre au noir,  Marguerite Yourcenar donne une description de cette procession au début de la Renaissance.

## Galerie

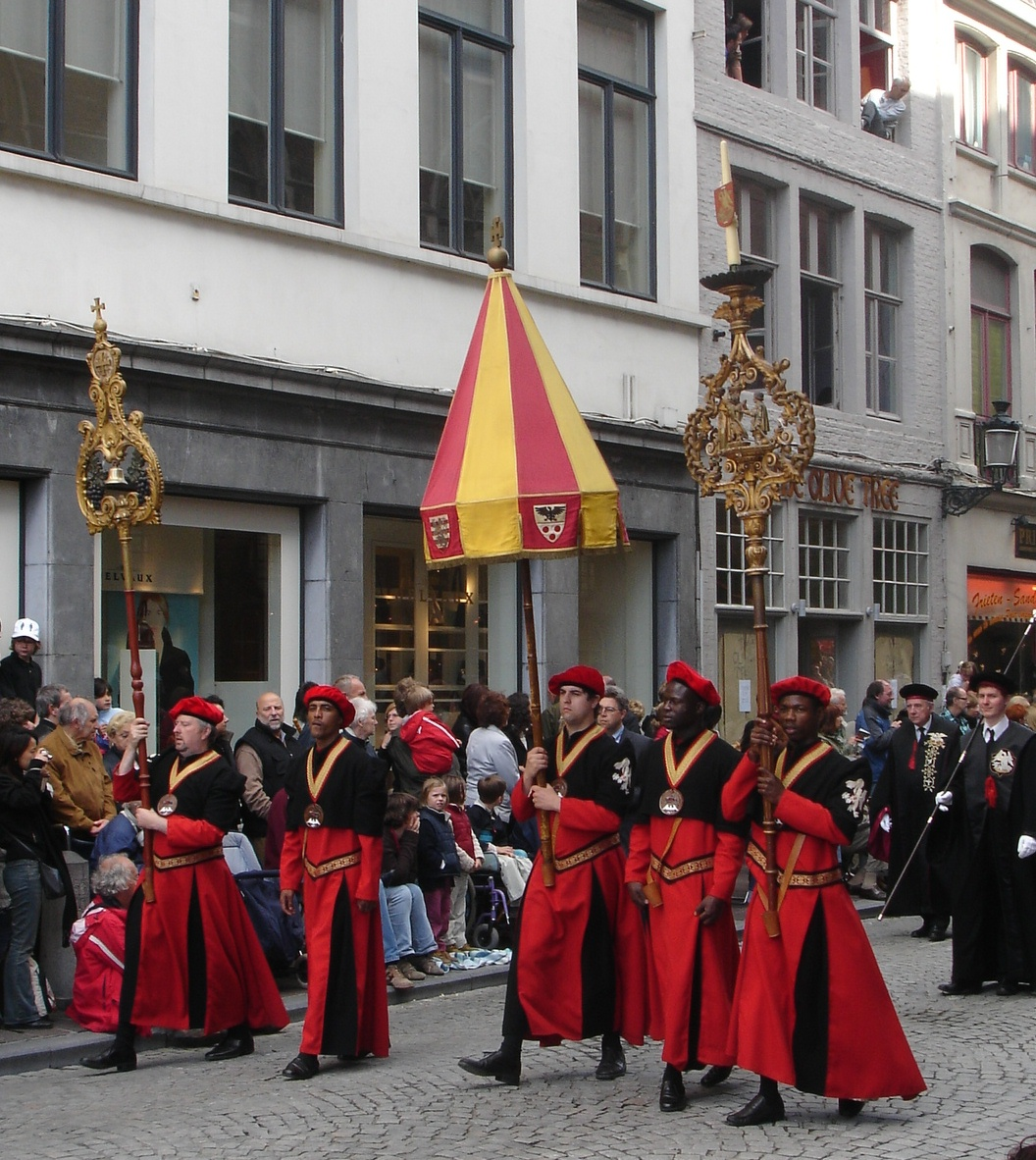
L'ombrellino, porté solennellement lors de la procession du Saint-Sang de Bruges.
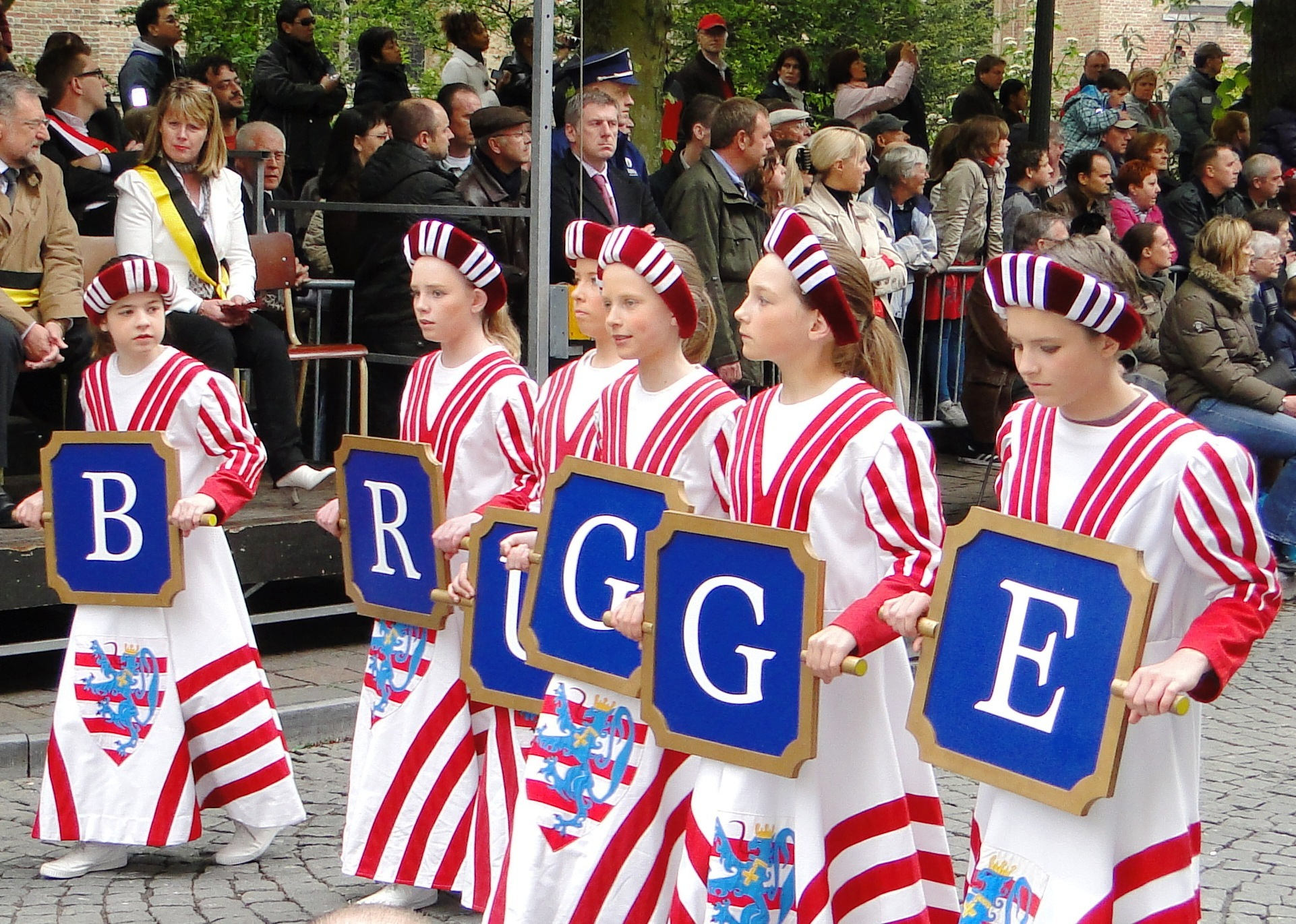
Groupe de fillettes de la procession du Saint-Sang portant les lettres de la ville de Bruges, en 2010.
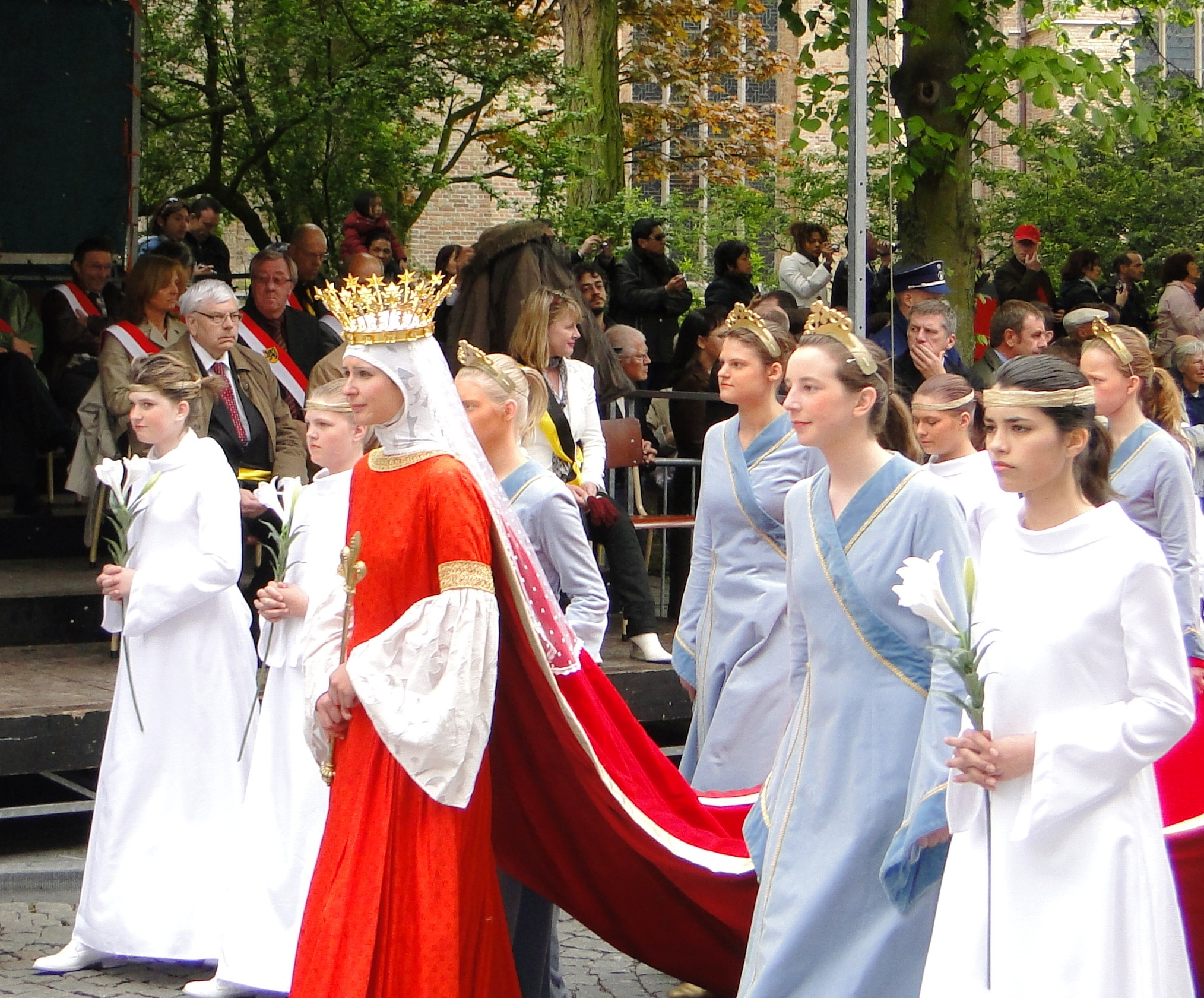
Représensation de la Vierge Marie pendant la procession de mai 2010.
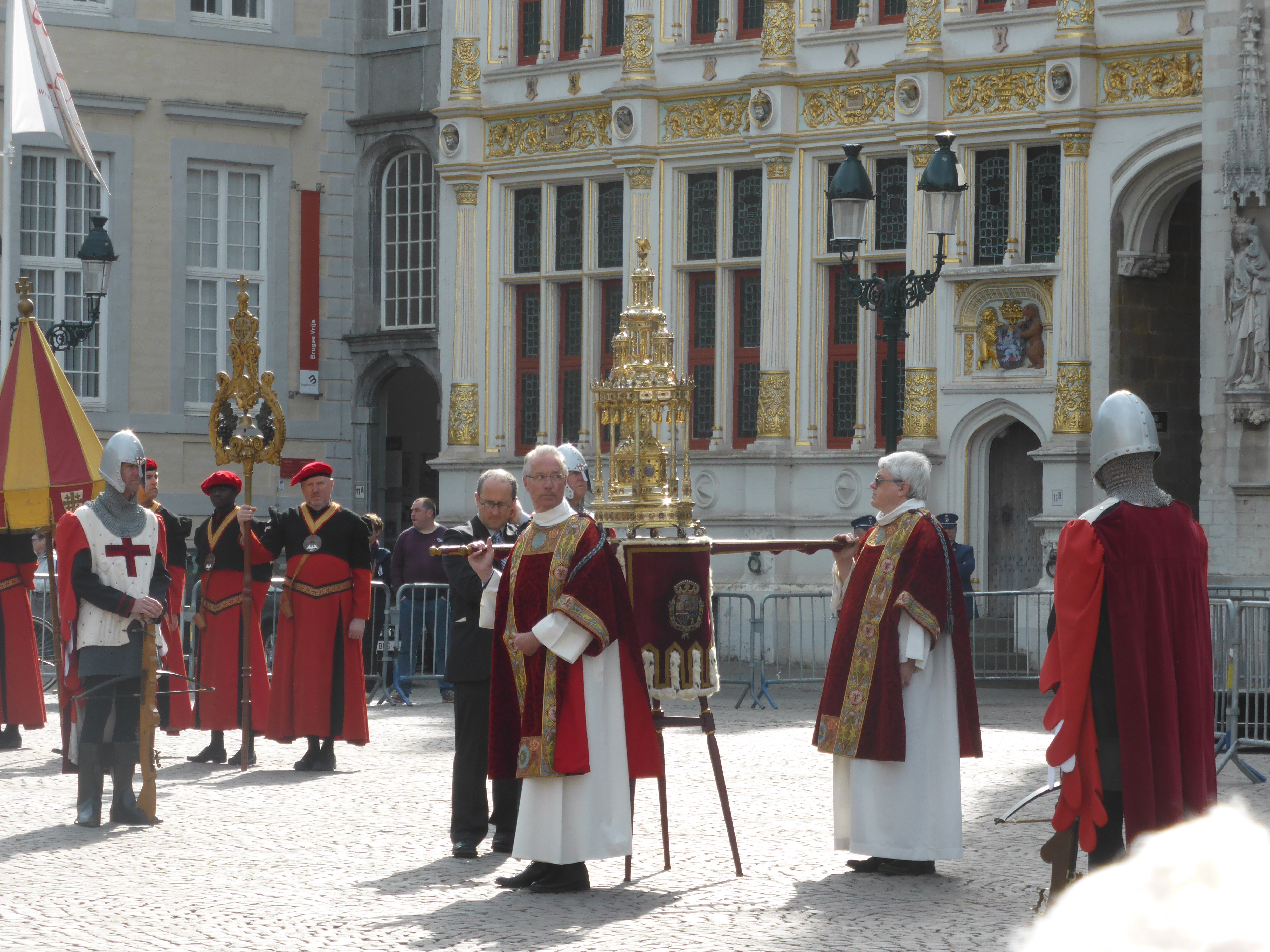
Début de procession du Saint-Sang devant la basilique.
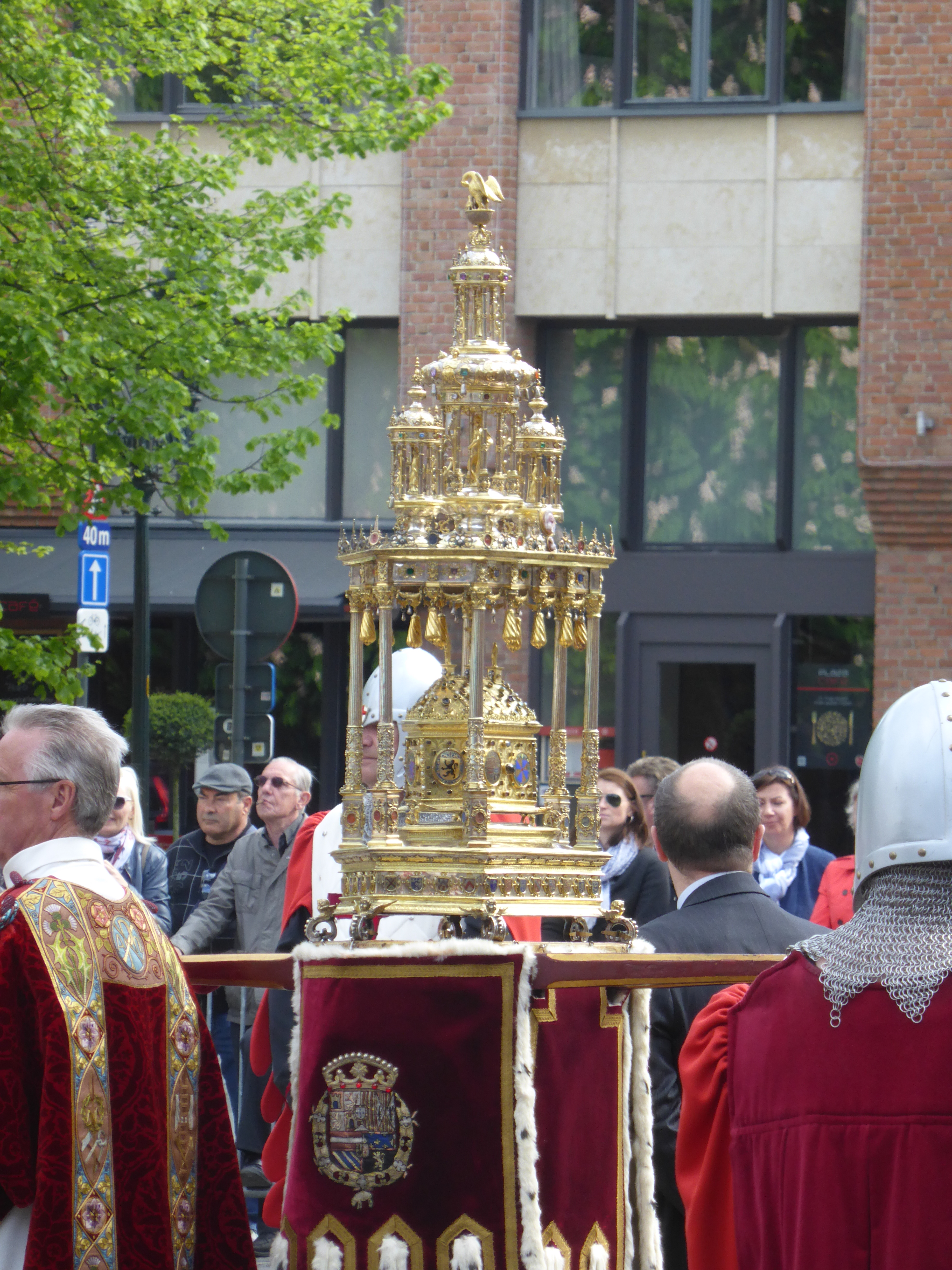
Relique du Saint-Sang.
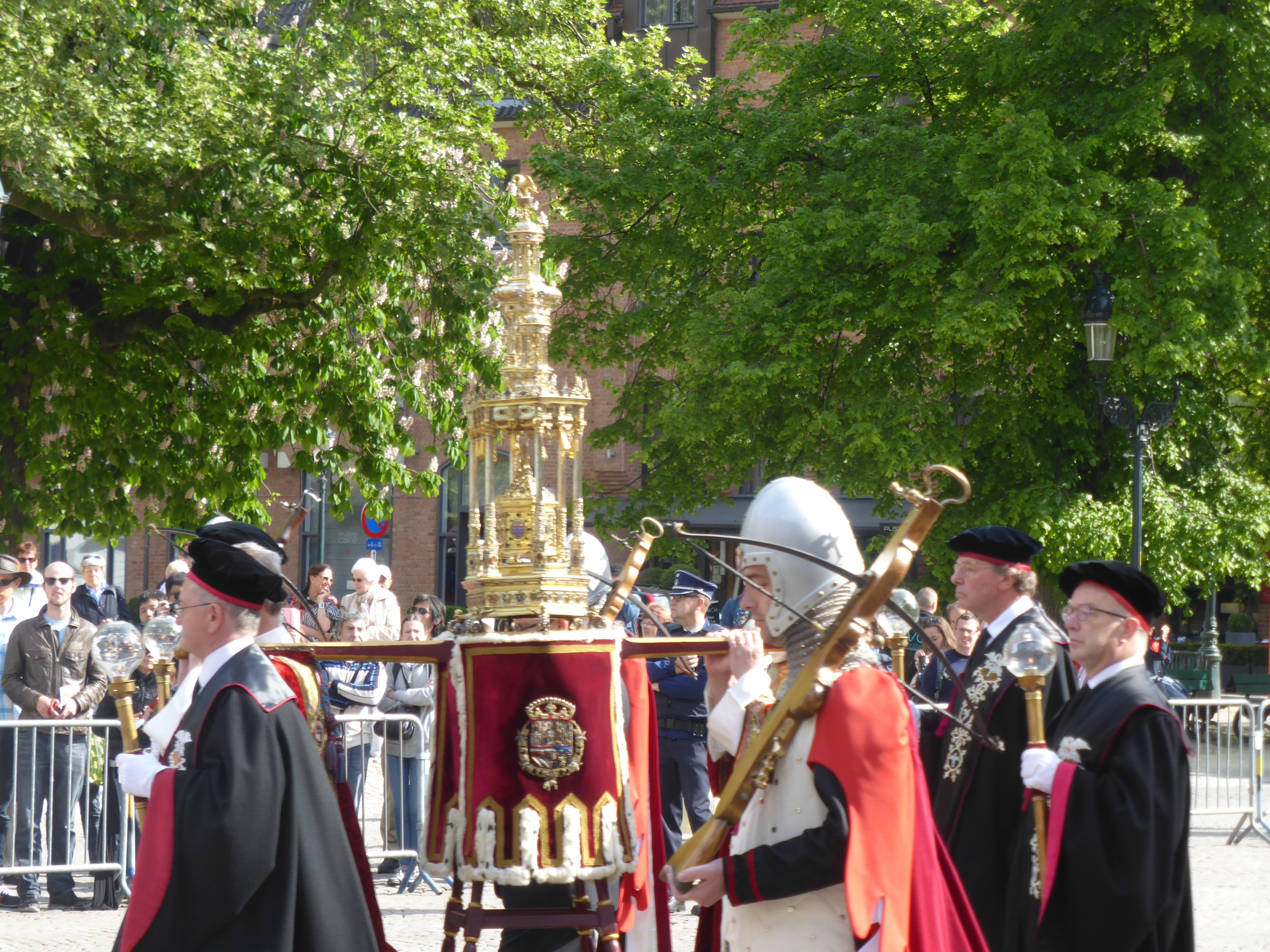
Procession du Saint-Sang à Bruges en mai 2015.